# مایل مکعب
مایل مکعب یکی از یکاهای اندازه‌گیری غیر متریک حجم است. این یکا بنا بر تعریف برابر با مکعبی است که طول هر یک از وجه‌های آن یک مایل باشد. هر مایل مکعب معادل ۴۱۶۸۱۸۱۸۴۳٫۰۶ متر مکعب است.

## نمادها
- mi³

## تبدیل
هر یک مایل مکعب برابر یا معادل است با :
- ۴٫۱۶۸۱۸۱۸۱۸۱۲ × ۱۰۳۶ نانومتر مکعب
- ۴٫۱۶۸۱۸۱۸۱۸۱۲ × ۱۰۲۷ میکرومتر مکعب
- ۴٫۱۶۸۱۸۱۸۱۸۱۲ × ۱۰۱۸ میلی‌متر مکعب
- ۴٫۱۶۸۱۸۱۸۱۸۱۲ × ۱۰۱۵ سانتی‌متر مکعب
- ۴٫۱۶۸۱۸۱۸۱۸۱۲ × ۱۰۱۲ دسی‌متر مکعب
- ۴۱۶۸۱۸۱۸۱۸ یا ۴٫۱۶۸۱۸۱۸۳ × ۱۰۹ متر مکعب
- ۴٫۱۶۸۱۸۱۸۲ کیلومتر مکعب
- ۴٫۱۶۸۱۸۱۸۱۸۱۲ × ۱۰۱۵ میلی‌لیتر مکعب
- ۴٫۱۶۸۱۸۱۸۱۸۱۲ × ۱۰۱۲ لیتر
- ۴۱۶۸۱۸۱۸۱۸ کیلولیتر
- ۲٫۵۴۳۵۸۰۶۰۶۰۹ × ۱۰۱۴ اینچ مکعب
- ۱۴۷۱۹۷۹۵۱۷۴۰ فوت مکعب
- ۵۴۵۱۷۷۵۹۸۹ یارد مکعب